# Elecciones generales de Bélgica de 1841
Las elecciones generales de Bélgica de 1841 se celebraron el martes 8 de junio de 1841, para renovar 48 de los 95 escaños de la Cámara de Representantes. La participación siguió creciendo, llegando en esta ocasión el 77,0%, aunque solo 24.887 estaban habilitadas para votar. Como se llevaron a cabo en sistema alterno, las elecciones solo se realizaron en cinco de las nueve provincias del país: Amberes, Brabante, Luxemburgo, Namur y Flandes Occidental .
El número de escaños en la Cámara disminuyó de 98 a 95 debido a la independencia del Gran Ducado de Luxemburgo en 1839; sus tres distritos (Luxemburgo, Grevenmacher y Diekirch) poseían cada uno un representante.
El Gobierno de Lebeu, el primero únicamente conformado por liberales, dimitió pocas semanas antes de las elecciones. El gobierno unionista de Nothomb asumió el 13 de abril de 1841, días antes de las elecciones.

## Resultados

### Cámara de Representantes
| Partido            | Votos | % | Escaños |
| ------------------ | ----- | - | ------- |
| Católicos          |       |   | 24      |
| Liberales          |       |   | 24      |
| Independientes     |       |   | 0       |
| Total              |       |   | 48      |
| Sternberger y col. |       |   |         |